# Papila circunvalada

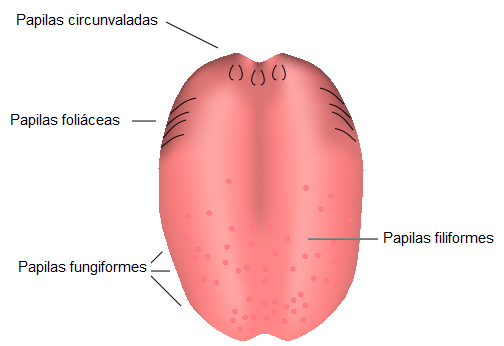
Localização das papilas gustativas na língua humana.

Papilas circunvaladas são papilas gustativas presentes na língua humana e possuem esta nomenclatura devido a sua forma, semelhante a um vale. Seus botões gustativos estão localizadas na porção posterior da língua e, com o avanço da idade, podem sofrer atrofia.
Entre estas papilas e a chamada zona circundante, há uma área usualmente preenchida por secreções provenientes de glândulas presentes no interior das próprias papilas circunvaladas.